# Anosia eurydice
Anosia eurydice är en fjärilsart som beskrevs av Butler 1884. Anosia eurydice ingår i släktet Anosia och familjen praktfjärilar. Inga underarter finns listade i Catalogue of Life.